# Краловехрадечки крај
Краловехрадечки крај (чеш. Královéhradecký kraj) је један од 13 чешких крајева, највиших подручних управних јединица у Чешкој Републици. Управно седиште краја је град Храдец Кралове, а други већи градови на подручју овог краја су Трутнов и Наход.
Површина краја је 4.758 км², а по процени са почетка 2009. г. Краловехрадечки крај има 547.296 становника.

## Положај
Краловехрадечки крај је смештен у северном делу Чешке и погранични је на северу.
Са других страна њега окружују:
- ка северу: Либеречки крај
- ка истоку: Пољска (Војводство Доње Шлеско)
- ка југу: Пардубички крај
- ка западу: Средњочешки крај

## Природни услови
Краловехрадечки крај припада историјској покрајини Бохемији. Крај обухвата махом брдско и планинско подручје у горњем делу слива реке Лабе. На северу се протежу планине Крконоше, које разграничавају Чешку и Пољску. На југу се протеже Средњочешко побрђе.

## Становништво
По последњој званичној процени са почетка 2009. г. Краловехрадечки крај има 547.296 становника. Последњих година број становника стагнира.

## Подела на округе и важни градови

### Окрузи
Краловехрадечки крај се дели на 5 округа (чеш. Okres):
1. Округ Јичин - седиште Јичин,
2. Округ Наход - седиште Наход,
3. Округ Рихнов на Књежној - седиште Рихнов на Књежној,
4. Округ Трутнов - седиште Трутнов,
5. Округ Храдец Кралове - седиште Храдец Кралове.

### Градови
Већи градови на подручју краја су:
- Храдец Кралове - 101.000 становника.
- Трутнов - 31.000 становника.
- Наход - 22.000 становника.
- Јичин - 16.000 становника.
- Јаромјерж - 13.000 становника.
- Врхлаби - 12.000 становника.
- Рихнов на Књежној - 11.000 становника.

## Додатно погледати
- Чешки крајеви
- Списак градова у Чешкој Републици